# Molgula sphaera
Molgula sphaera är en sjöpungsart som beskrevs av Kott 1972. Molgula sphaera ingår i släktet Molgula och familjen kulsjöpungar. Inga underarter finns listade i Catalogue of Life.